# 83.ª Divisão de Infantaria (Alemanha)
A 83ª Divisão de Infantaria (em alemão:83. Infanterie-Division) foi uma unidade militar que serviu no Exército alemão durante a Segunda Guerra Mundial.

## Comandantes
| Comandante                                      | Data                                            |
| ----------------------------------------------- | ----------------------------------------------- |
| General der Infanterie Kurt von der Chevallerie | 1 de dezembro de 1939 - 10 de dezembro de 1940  |
| Generalleutnant Alexander von Zülow             | 10 de dezembro de 1940 - 3 de fevereiro de 1942 |
| Generalleutnant Adolf Sinzinger                 | 12 de fevereiro de 1942 - 2 de novembro de 1942 |
| Generalleutnant Theodor Scherer                 | 2 de novembro de 1942 - 1 de março de 1944      |
| Generalleutnant Wilhelm Heun                    | 1 de março de 1944 - 29 de junho de 1944        |
| Generalleutnant Heinrich Götz                   | 29 de junho de 1944 - 22 de agosto de 1944      |
| Generalleutnant Wilhelm Heun                    | 22 de agosto de 1944 - 27 de março de 1945      |
| Generalmajor der Reserve Maximilian Wengler     | 27 de março de 1945 - 26 de abril de 1945       |

## Área de operações
| Polônia                              | dezembro de 1939 - maio de 1940    |
| França                               | maio de 1940 - dezembro de 1940    |
| Alemanha                             | dezembro de 1940 - janeiro de 1941 |
| França                               | janeiro de 1941 - dezembro de 1941 |
| Frente Oriental, setor central       | dezembro de 1941 - outubro de 1943 |
| Frente Ocidental, setor norte        | outubro de 1943 - outubro de 1944  |
| Bolsão de Kurland & Oeste da Prússia | outubro de 1944 - abril de 1945    |